# Фред Зинеман
Фред Зинеман (енгл. Fred Zinnemann, IPA:, 29. априла 1907, Беч, Аустроугарска — 14. март 1997, Лондон, Уједињено Краљевство) амерички је редитељ аустријско-јеврејског порекла. Његов вероватно најпознатији филм је вестерн Тачно у подне (1952), са Гаријем Купером у главној улози, грађен на основама европске традиције класичне трагедије. Остали важнији филмови: Одавде до вечности (по роману Џејмса Џоунса), Седми крст (његов први велики успех) и Човек за сва времена (биографија Томаса Мора).
Освојио је четири Оскара: за режију филмова Одавде до вечности и Човек за сва времена (такође и Оскар за најбољи филм), те за краткометражни документарац Benjy (1951).
По мишљењу теоретичара филма, Фред Зинеман се својим најбољим делима сврстао међу врхунске америчке редитеље поратног периода (уз Џона Хјустона, Џорџа Стивенса, Билија Вајлдера и Вилијама Вајлера).